# 顺州 (贞观六年)
顺州，唐朝设置的州。明朝时废。
唐太宗貞觀六年（632年），将内附的契丹部落设置顺州，属營州都督府，治所在賓義縣（今遼寧省朝陽市柳城鎮十二台營子）。萬歲通天元年（696年），內遷到幽州城內（今北京市西南），次年改為思順州，屬於幽州都督府。唐玄宗開元十八年（730年），升爲順州。天宝元年（742年），改称顺义郡，安祿山時稱顺州。唐肅宗乾元元年（758年）恢复称顺州，史思明時稱顺义郡。安史之亂後，降為羈縻州。唐德宗建中二年（781年）改治故燕州城（今北京市昌平區興壽鎮西新城村古城）。唐武宗會昌年間，廢入归顺州。唐僖宗乾符年間，分归顺州復置顺州，治賓義县（今北京市顺义区仁和鎮），後晋時为燕云十六州之一。明太祖洪武元年（1368年）十二月，改顺州为顺义县，隶属北平府（后顺天府）。
顺州刺史
- 李子迁（唐僖宗乾符年间）
- 郭简（唐昭宗天复年间）